# الهام المدفعی
الهام المدفعی (عربی: إلهام المدفعي؛ زادهٔ ۱۹۴۲) یک موسیقی‌دان اهل عراق است. وی از سال ۱۹۶۱ میلادی تاکنون مشغول فعالیت بوده‌است.